# Stazione di Rimini Porta Montanara
La stazione di Rimini Porta Montanara era una fermata ferroviaria posta lungo la ferrovia Rimini-Novafeltria, chiusa nel 1960, posta a servizio del comune di Rimini.